# Переможне (Роздольська сільська громада)
Перемо́жне — село в Україні, у Роздольській сільській громаді Василівського району Запорізької області. Населення становить 228 осіб. До 2020 року орган місцевого самоврядування — Таврійська сільська рада.

## Географія
Село Переможне розташоване за 84 км від обласного центру та 27 км від районного центру. Найближчі сусідні села: Кохане, Вишневе (за 2 км), Таврія та Зелений Гай (за 2,5 км).

## Історія
Село засноване у 1850 році німцями-менонітами. До 1943 года село мало назви Ней-Монталь, Новоменталь, Новомунталь або Наймунталь. Назву дали німці, які проживали у цих краях до 1941 року.
До 1943 року село перебувало у складі Михайлівського району.
12 червня 2020 року, відповідно до розпорядження Кабінету Міністрів України № 713-р «Про визначення адміністративних центрів та затвердження територій територіальних громад Запорізької області», Таврійська сільська рада увійшла до складу Роздольської сільської громади.
19 липня 2020 року, в результаті адміністративно-територіальної реформи та ліквідації  Токмацького району, село увійшло до складу Василівського району.
22 червня 2023 року рішенням Національної комісії зі стандартів державної мови віднесено до списку населених пунктів, які «можуть не відповідати лексичним нормам української мови», зокрема стосуватися «російської імперської чи колоніальної політики». Громаді рекомендовано обґрунтувати доцільність збереження поточної назви або запропонувати нову назву в установленому законодавством порядку.